# Sis dies d'Adelaida
Els Sis dies d'Adelaida era una cursa de ciclisme en pista, de la modalitat de sis dies, que es corria a Adelaida (Austràlia). La seva primera edició data del 1960 i es va disputar fins al 1967. Sydney Patterson, amb tres victòries, és el ciclista que més vegades l'ha guanyat.

## Palmarès
| Any  | Primers                         | Segons                              | Tercers                            |
| ---- | ------------------------------- | ----------------------------------- | ---------------------------------- |
| 1960 | John Green · John Young         | Peter Panton · Claus Stiefler       | Ron Grenda · Fred Roche            |
| 1961 | Keith Reynolds · Colin Shaw     | John Green · Barry Vale             | John Adams · Jack Sommer           |
| 1962 | Giuseppe Ogna · Nino Solari     | Dennis Patterson · Sidney Patterson | Warwick Dalton · Trevor Skinner    |
| 1963 | Nino Solari · Sidney Patterson  | Frank Micich · John Tressider       | Harry Gould · Neville Veale        |
| 1964 | No disputats                    |                                     |                                    |
| 1965 | Leandro Faggin · Jack Ciavola   | Ferdinando Terruzzi · Nino Solari   | Charly Walsh · John Young          |
| 1966 | No disputats                    |                                     |                                    |
| 1967 | Charly Walsh · Sydney Patterson | Robert Ryan · Jack Ciavola          | Sergio Bianchetto · Leandro Faggin |